# Colmberg
Colmberg là một đô thị ở huyện Ansbach bang Bayern nước Đức. Đô thị Colmberg có diện tích 38,35 km², dân số thời điểm ngày 31 tháng 12 năm 2006 là 2117 người.